# Psirtsja
Psirtsja (en georgiano: ფსირცხა; en abjasio: Ԥсырӡха, romanizado: Psyrdzja; en armenio: Փսիրցխա) es un pueblo que pertenece a la parcialmente reconocida República de Abjasia, parte del distrito de Gudauta, aunque de iure pertenece al municipio de Gudauta de la República Autónoma de Abjasia de Georgia.

## Geografía
Psirtsja se encuentra a orillas del mar Negro y está situado a 18 km al este de Gudauta. Limita con los terrenos montañosos de los montes de Bzypi en el norte y el pueblo de Anujva en el noroeste; Novi Afon en el oeste; y Zemo Eshera, parte del distrito de Sujumi, en el este.

## Historia
En la segunda mitad del siglo XIX, todos los habitantes de Psirtsja, como gran parte de los habitantes de otros pueblos al este del río Bzipi, se vieron obligados a emigrar al Imperio otomano durante el Muhayir o genocidio circasiano. Así el pueblo permaneció completamente desierta durante varios años. No fue hasta 1881 que las familias armenias de la provincia de Sinope y la ciudad de Ordu se mudaron aquí desde el Imperio otomano. Esto hizo que Psirtsja se convirtiera en un pueblo puramente armenio. No fue hasta más tarde, en el siglo XX, que los griegos pónticos, rusos y georgianos se mudaron aquí. El área de la ciudad moderna de Novi Afón solía ser parte del pueblo de Psirtsja.
En la época soviética, se establecieron en el pueblo plantaciones para la producción de cítricos, tabaco, maíz y plantas de jardín. Además, la población se dedica a la cría de ganado y la apicultura. Bajo la URSS se creó aquí una escuela primaria armenia, un centro de salud y un centro turístico para pasar las vacaciones de los ciudadanos soviéticos.
Durante la guerra de Abjasia (1992-1993), la mayoría de los georgianos y griegos abandonaron el pueblo y el nombre de facto se cambió a Psyrdzja. La población de origen armenio todavía predomina aquí y muchas de las casas locales cerca de la costa sirven como hoteles o apartamentos para turistas.

## Demografía
La evolución demográfica de Psirtsja entre 1886 y 2011 fue la siguiente:
| 221                                                 | 1657 | 2637 | 2889 | 1738 |
| (Fuente: Population of Abkhazia since Soviet times) |      |      |      |      |

La población ha disminuido casi un 40% tras el fin de la guerra, principalmente debido a la huida de la población rusa, georgiana y griega. Tanto en el pasado como hoy en día la mayoría de la población consiste en armenios, con una importante minoría de rusos en el pasado.
|              | 2011      | 2011       |
| Grupo étnico | Población | Porcentaje |
| ------------ | --------- | ---------- |
| Total        | 1738      | 100%       |
| Georgianos   | 31        | 1,8%       |
| Abjasios     | 327       | 18,8%      |
| Rusos        | 140       | 8,1%       |
| Ucranianos   | 9         | 0,5%       |
| Armenios     | 1205      | 69,3%      |
| Griegos      | 6         | 0,3%       |

## Infraestructura

### Transporte
La carretera principal que conecta Sujumi con Rusia pasa por el pueblo, así como la línea de ferrocarril que conecta Abjasia y Rusia.